# 누군가의 남편의 배에 탄 누군가의 부인
누군가의 남편의 배에 탄 누군가의 부인(Someone's Wife In The Boat Of Someone's Husband)은 한국, 인도네시아에서 제작된 에드윈 감독의 2013년 드라마 영화이다. 마리아나 레나타 등이 주연으로 출연하였다.

## 출연
- 니콜라스 사푸트라
- 마리아나 레나타